# 勒泰尔
勒泰尔（法語：Reterre，法語發音：[ʁətɛʁ]）是法国克勒兹省的一个市镇，属于欧比松区。

## 地理
勒泰尔（46°6'11"N, 2°28'25"E）面积17.54 平方千米，位于法国新阿基坦大区克勒兹省，该省份为法国中部省份，位于法國中央高原西北部，北起安德尔省和谢尔省，西接维埃纳省，南至科雷兹省，东临多姆山省，东北与阿列省接壤。
与勒泰尔接壤的市镇（或旧市镇、城区）包括：阿尔弗耶-沙坦、丰塔尼耶尔、鲁尼亚、萨纳、圣瑞利安拉热内特。

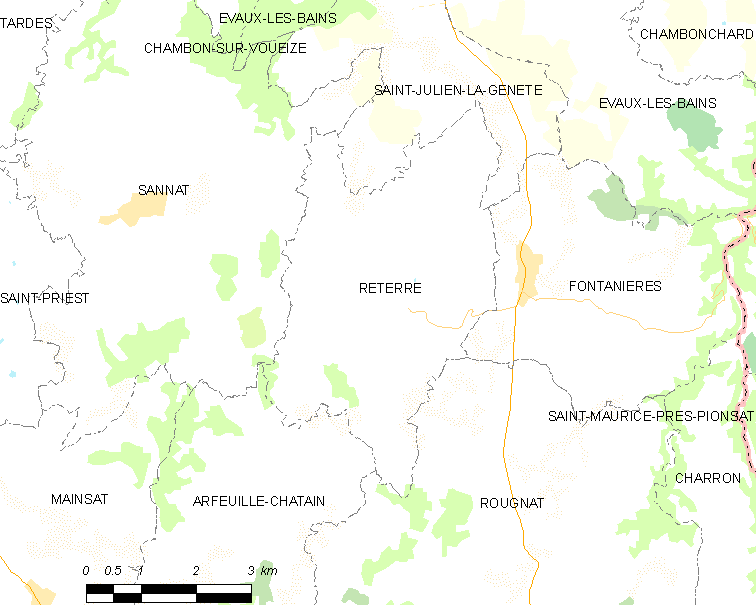
勒泰尔的OSM定位图

勒泰尔的时区为UTC+01:00、UTC+02:00（夏令时）。

## 行政
勒泰尔的邮政编码为23110，INSEE市镇编码为23160。

## 政治
勒泰尔所属的省级选区为埃沃莱班县。

## 人口

1962-2008年间勒泰尔人口变化图示

勒泰尔于2022年1月1日时的人口数量为262人。